# Bình Phú, Chiêm Hóa
Bình Phú là một xã thuộc huyện Chiêm Hóa, tỉnh Tuyên Quang, Việt Nam.
Xã Bình Phú có diện tích 33,46 km², dân số năm 1999 là 2127 người, mật độ dân số đạt 64 người/km².